# Alan Suddick
Alan Suddick (Chester-le-Street, 2 maggio 1944 – Manchester, 15 marzo 2009) è stato un calciatore inglese, di ruolo centrocampista.

## Caratteristiche tecniche
Era uno specialista dei calci piazzati (sia calci di punizione che calci d'angolo).

## Carriera
Suddick esordisce tra i professionisti all'età di 17 anni nel 1961 con il Newcastle Utd, club della seconda divisione inglese (al momento del suo esordio, era il più giovane calciatore ad aver mai giocato una partita ufficiale con le Magpies); nel corso degli anni seguenti continua a far parte della rosa del club bianconero, con cui nella stagione 1964-1965 vince il campionato, con conseguente promozione in prima divisione. Nella stagione 1965-1966, all'età di 21 anni, esordisce quindi in questa categoria, concludendovi il suo primo campionato con 29 presenze e 14 reti. Nell'ottobre del 1966, dopo ulteriori 18 presenze ed un gol, viene ceduto per 40000 sterline al Blackpool, altro club della medesima categoria, con cui conclude la stagione segnando altri 4 gol in 19 partite di campionato, insufficienti però ad evitare la retrocessione in seconda divisione dei Tangerines. Suddick, soprannominato The King of Bllomfield Road dai suoi tifosi, rimane comunque un punto fermo del centrocampo del club per l'intero decennio successivo, trascorso integralmente in seconda divisione ad eccezione della stagione 1970-1971, giocata in prima divisione e terminata con un'immediata retrocessione (con un gol segnato in 20 presenze, è peraltro l'unica stagione trascorsa al Blackpool in cui non gioca stabilmente da titolare; in questa stessa stagione vince inoltre la Coppa Anglo-Italiana). Rimane in squadra fino al 31 dicembre 1976 quando, dopo un totale di 310 presenze e 65 reti in incontri di campionato e, più in generale, di 371 presenze e 81 reti tra tutte le competizioni ufficiali, viene ceduto per 12000 sterline allo Stoke City, club di prima divisione, con cui nella seconda metà della stagione segna un gol in 9 partite di campionato. Dall'agosto al settembre del 1977 gioca poi in prestito in quarta divisione al Southport, per poi trascorrere il resto della stagione 1977-1978 in terza divisione al Bury (34 presenze e 2 reti). Nel 1978, dopo un brevissimo periodo come collaboratore tecnico al Blackpool, diventa giocatore-allenatore dei semiprofessionisti del Barrow, club della Northern Premier League, di cui è contemporaneamente anche allenatore; continua poi a giocare anche nella stagione 1979-1980, nella quale veste la maglia dei semiprofessionisti del Lancaster City.
In carriera ha totalizzato complessivamente 503 presenze e 109 reti nei campionati della Football League.

## Palmarès

### Giocatore

#### Competizioni nazionali
- Campionato inglese di seconda divisione: 1

Newcastle: 1964-1965

#### Competizioni internazionali
- Coppa Anglo-Italiana: 1

Blackpool: 1971